# Christine de Pizan
Christine de Pizan fue una filósofa, poeta humanista y escritora francesa, nacida en Venecia. Su obra más conocida es La ciudad de las damas (1405). Es considerada la precursora del feminismo occidental y se sitúa en el inicio de la llamada querella de las mujeres, un debate literario surgido en torno a la situación de las mujeres y su defensa frente a la situación de subordinación que marcaba la época.

## Biografía
Christine de Pizan era la hija de Tommaso  de Pizan, médico y astrólogo. Después de su nacimiento, su padre aceptó una invitación a la corte del rey Carlos V de Francia como astrólogo real, alquimista y físico. En este entorno, la joven fue capaz de desarrollar sus intereses intelectuales. Christine fue exitosamente educada, y aprendió a hablar francés, italiano y latín. Allí descubrió los clásicos y el humanismo del renacimiento temprano y el archivo real de Carlos V, el cual albergaba un vasto número de manuscritos. De esta forma pasó su infancia en la corte del rey Carlos V de Francia, de quien posteriormente escribió la biografía.

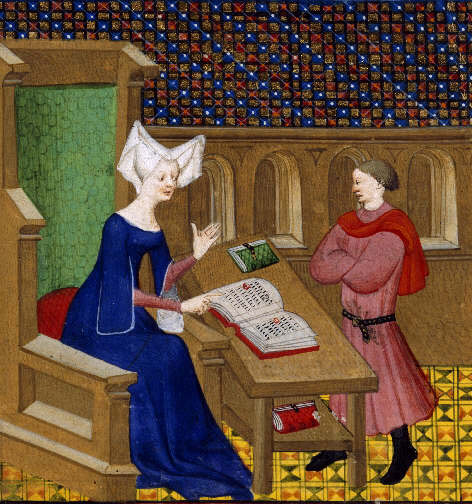
De Pizan enseñando a su hijo, Jean Castel.

En 1380 a sus 15 años se casó con Étienne du Castel (secretario de la corte), en lo que fue un matrimonio excepcionalmente feliz. Desafortunadamente, el rey Carlos quinto murió ese mismo año y muchos de los ingresos de Étienne fueron reducidos por el nuevo rey. Tomaso, su padre, murió debido a una enfermedad en 1390 y Étienne también murió de forma repentina, por lo que Christine quedó viuda a la edad de 25 años, a cargo de sus dos hijos y su hija, su madre y una sobrina. La pequeña cantidad de dinero heredada de su marido fue objeto de una agria disputa legal.

## Trayectoria como escritora
Christine decidió hacerse escritora profesional para mantener a su familia; sus poemas, canciones y baladas fueron bien recibidas y pronto fue capaz de mantener a su familia. Su popularidad se incrementó y pronto fue apoyada por muchos nobles medievales, incluidos los duques de Borgoña (Berry, Brabante y Limburgo), el rey Carlos VI y su esposa la reina Isabela de Baviera.

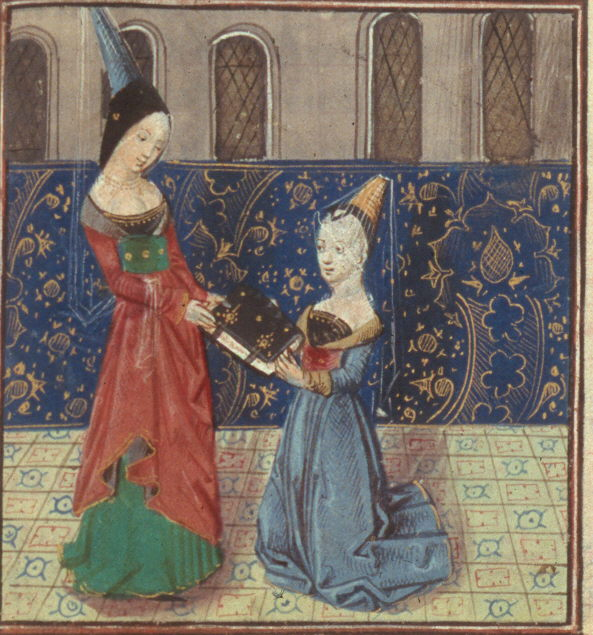
De Pizan presenta su libro a Margarita de Borgona. Ilustración de La ciudad de las damas (1405)

A la joven delfina francesa, Margarita de Borgoña, poco después de su matrimonio con Luis de Valois, duque de Guyena, en 1405, de Pizan le dedicó el Libro de las tres virtudes (Le Livre des trois vertus) (1407), en la que le aconsejaba "lo que debía aprender y cómo debía comportarse". El manuscrito pudo haber sido encargado por el padre de Margarita, Juan Sin Miedo. Margarita luego estuvo casada, en segundas nupcias, con Arturo III de Bretaña, conde de Richmond, quien en su madurez combatió en el bando de Juana de Arco. El poema de Christine de Pizan dedicado a la "doncella de Orléans" pudo haber sido encomendado por Margarita de Borgoña antes de fallecer.
Sus poemas, muchos de los cuales están extraídos directamente de su experiencia personal como Seulette suy et seulette vueil estr ("Solita estoy y solita quiero estar"), se organizan en colecciones que siguen una trama narrativa. Mucho de su trabajo contenía información biográfica detallada, algo inusual en esa época. Sus primeros poemas y baladas de amores perdidos transmitían la tristeza de su prematura viudez y se hicieron populares de inmediato.
Algunos de sus trabajos son:
- Las epístolas de Otea a Héctor (L'Épistre de Othéa a Hector) (1400), una colección de 90 cuentos alegóricos.

- Libro de la mutación de la fortuna (Livre de la mutation de fortune) (1403), un poema largo conteniendo ejemplos de su vida y otros personajes famosos. En ese mismo año escribió El camino del largo estudio (Le Chemin de long estude).

- En 1404 fue comisionada por Felipe II de Borgoña, llamado Felipe el Atrevido, para escribir la biografía de su hermano fallecido, el rey Carlos V de Francia. De Pizan también escribió un informe halagador y detallado sobre Carlos V y su corte en su libro Los hechos y buenas maneras del rey Carlos V (Le Livre des Fais et bonnes meurs du sage roy Charles V), escrito también en 1404.

- Se cree que entre los años 1393 y 1412, compuso unas 300 baladas y muchos poemas de breve extensión.

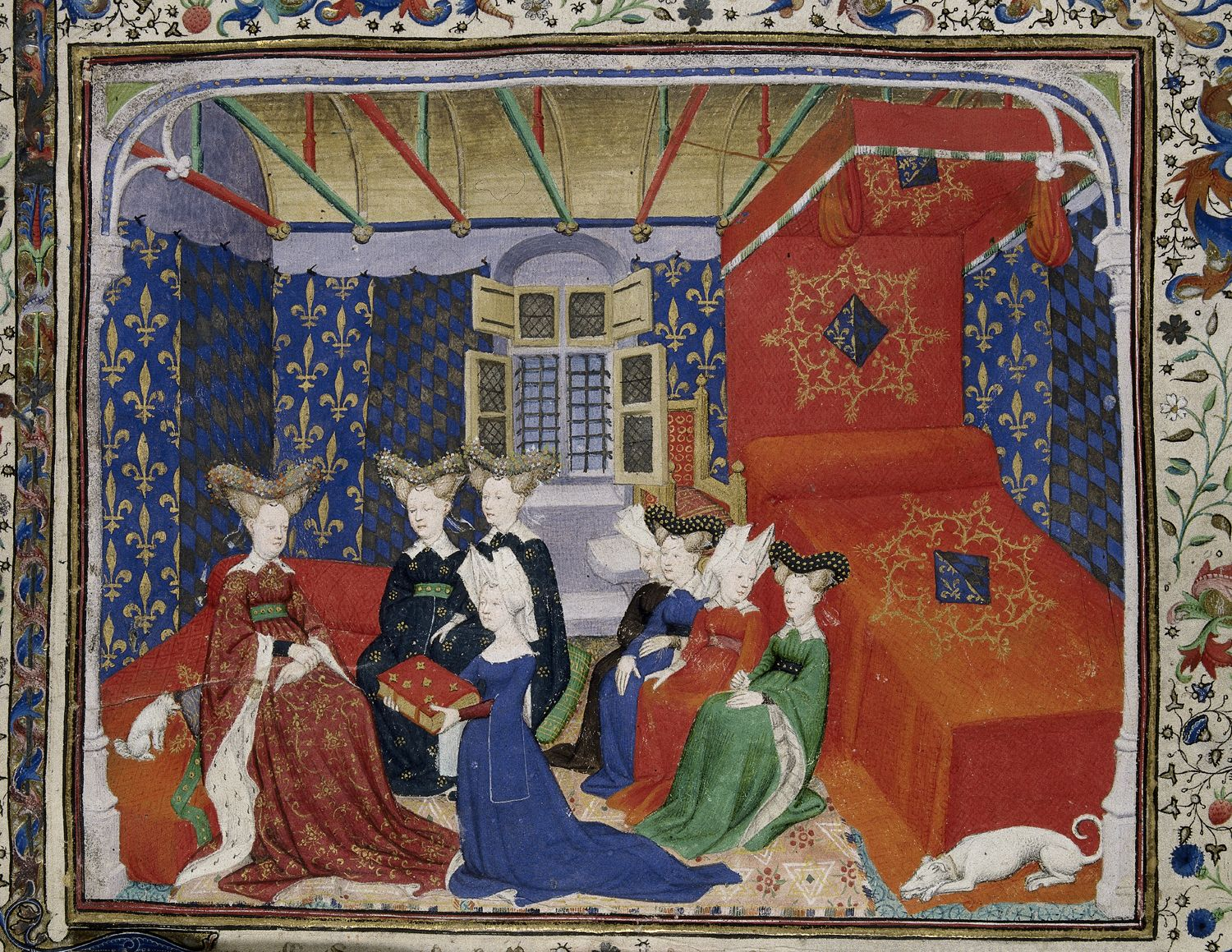
Christine de Pizan presenta su libro a Isabel de Baviera.

## Aporte al feminismo
Después de 1399 comenzó a escribir sobre los derechos de las mujeres y fundó «La Querelle de la Rose», una agrupación femenina para discutir el acceso de las mujeres al conocimiento. Esta agrupación permaneció hasta el siglo XVII.
Estuvo implicada en la primera polémica literaria francesa, con lo que algunos consideran un rudimentario manifiesto de movimiento feminista. Escribió varias obras en prosa defendiendo a las mujeres frente a las calumnias de Jean de Meung en el Roman de la Rose. 
Estos trabajos incluyen:
- La Epístola al Dios de Amores (L'Épistre au Dieu d'amours) (1399) y su Dicho de la Rosa (Dit de la Rose) (1402), los cuales critican la segunda parte del Roman de la Rose escrita por Jean de Meung, que había provocado un considerable revuelo entre la intelectualidad de la época. La Epístola al Dios del amor fue escrita para oponerse a las actitudes cortesanas con respecto al amor.

- En 1405 escribe su autobiografía, La visión de Christine (L'Avision de Christine) (1405), escrita como réplica a sus detractores. Dio continuidad a esta obra con su libro La ciudad de las damas (Le Livre de la cité des dames) (1405), una colección de historias de heroínas del pasado. Algunos autores consideran a esta obra precursora del feminismo contemporáneo.[3] Este tipo de argumentos era considerado en su tiempo escandaloso:

Y juran fuerte y prometen y mienten

Ser leales, secretos, y luego alardean.

En 1406 publicó un tercer libro con esta temática, llamado El libro de las tres virtudes (Le Livre des trois vertus).
Tampoco dudó en opinar sobre política en la Epístola a la reina Isabel (Epistre à Isabelle de Bavière), de 1405, y sobre la justicia militar en el Libro de los hechos de armas y de caballería (Le Livre des Faits d'armes et de chevalerie), del año 1410.
Christine vivió las hostilidades con Inglaterra y la guerra de los 100 años con profunda conmoción, por lo que en 1418 se trasladó a vivir en un convento. Fue contemporánea de la líder militar Juana de Arco, quien convenció al rey Carlos VII de expulsar a los ingleses de Francia. A ella dedicó una de sus últimas obras, Canción en honor de Juana de Arco (Ditie de Jehanne dArc), en 1429, donde celebra su aparición pues, según de Pizan, reivindica y recompensa los esfuerzos de todas las mujeres en defensa de su propio sexo. Después de completar este poema en particular, parece que de Pizan, a los 65 años, decidió poner fin a su carrera literaria. Christine de Pizan murió en 1430.

## Reconocimiento
Christine de Pizan forma parte de la instalación de la artista feminista Judy Chicago, The Dinner Party. Esta es una historia simbólica de la mujer en la civilización occidental que representa a 1.038 mujeres de la historia; 39 de ellas están representadas por cubiertos y otras 999 en los nombres que están inscritos en The Heritage Floor sobre el que descansa la mesa. Christine de Pisan está representada en su plato como una forma abstracta de mariposa pintada en remolinos de vibrantes tonos rojos y verdes. Según Chicago, este diseño, que parece invadir el plato, representa las asfixiantes restricciones que el Renacimiento imponía a las mujeres.

## Obras
- Cent Ballades (1399)

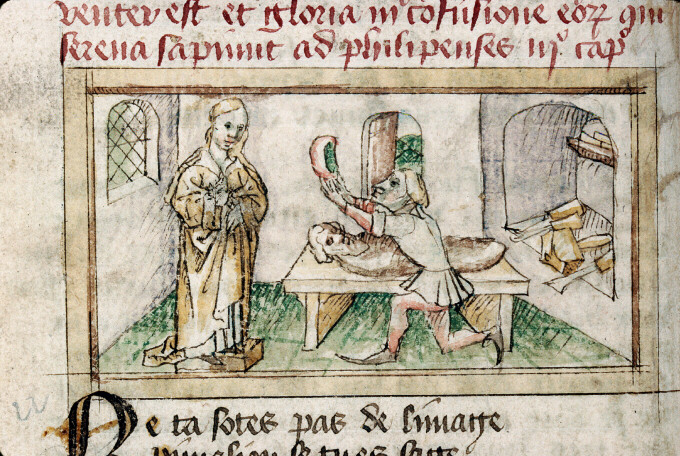
Ilustración del Epitre d´Othea (1400).

- L´Epistre au Dieru d´Amours (1399)
- Le Debat Deux Amants (1400)
- Le Livre des Trois Jugemens (1400)
- Le Livre du Dit de Poissy (1400)
- Enseignemens Moraux (1400)
- Proverbes Moraux (1400)
- Epitre d'Othea (1400)
- Epistres du Debat su le Roman de la Rose (1401-1403)
- Cent Ballades d´Amant et de Dame (1402)
- Le Dit de la Rose (1402)
- Oraison Nostre Dame (1402)
- Livre du Chemin de Long Estude (1403)
- Le Livre de la Mutation de Fortune (1403)
- Dit de la Pastoure (1403)
- Le Livre du Duc des Vrais Amants (1404)

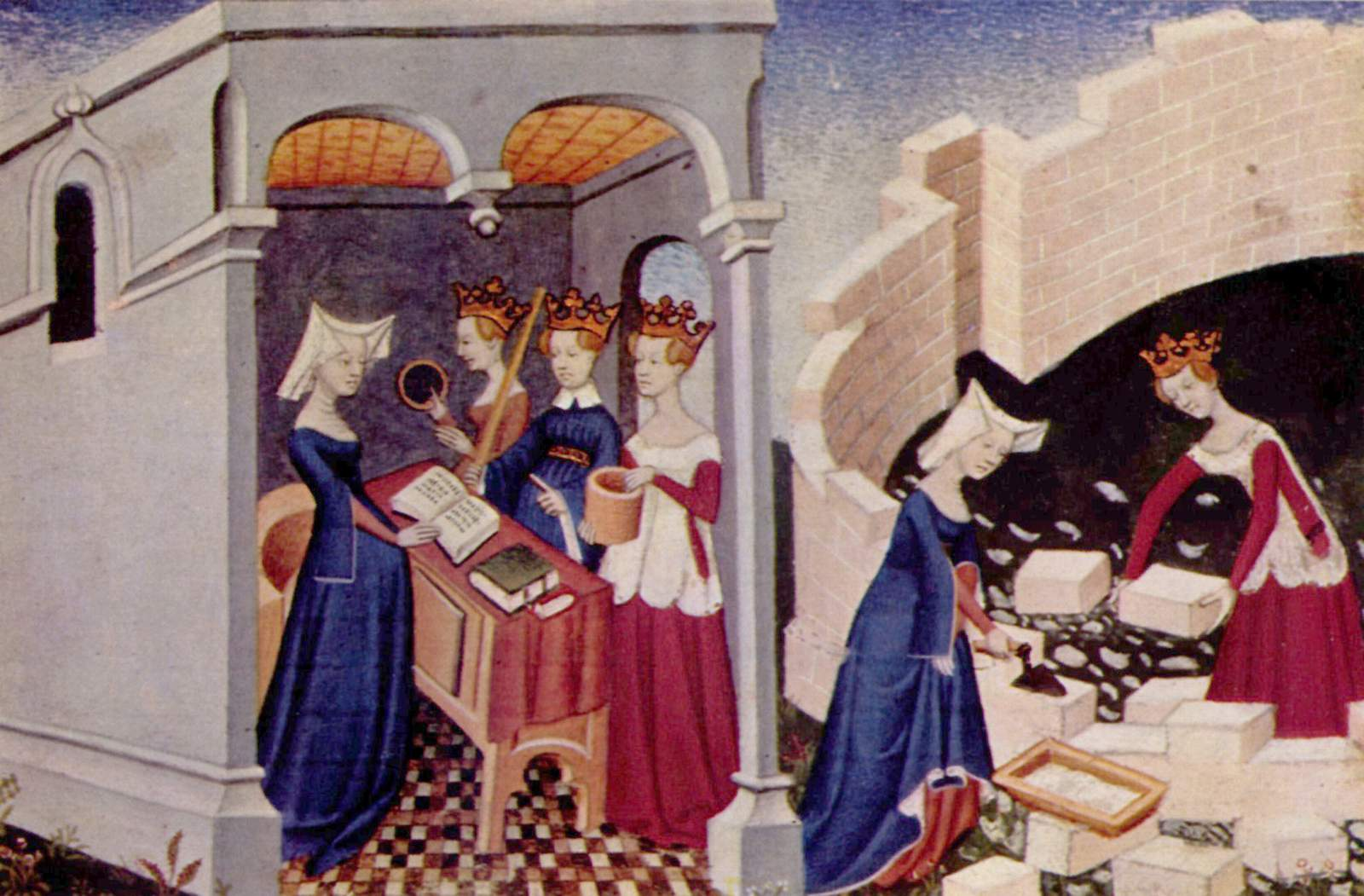
Ilustración del Le Livre de la Cite des Dames (1405).

- Livre des Fais et Bonnes Meurs du Sage Roy Charles V (1404)
- Le Livre de la Cite des Dames (1405)
- Le Livre des trois vertus à l'enseignement des dames (1405)
- L´Avision Christine (1405)
- Epistre à la reine Isabeau (1405)
- Le Livre de la Prod´hommie (1405-1406)
- Livre du Corps de Policie (1407)
- Sept Psaumes Allegorises (1410)
- Le Livre des Fais d´Armes et de Chevalerie (1410)
- La Lamentation sur les Maux de la France (1411-1412)
- Livre de la Paix (1413)
- L´Epitre de la Prison de Vie Humaine (1418)
- Heures de Contemplation sur la Passion de Nostre Seigneur (1420)
- Le Ditie de Jehanne d´Arc (1428)

## Ediciones actuales
- La ciudad de las damas. Ediciones Siruela. 2006. ISBN 978-84-7844-489-2.
- La rosa y el príncipe: voz poética y voz política en las epístolas. Editorial Gredos. 2005. ISBN 978-84-249-2769-1.

- A Cidade das mulleres. Sotelo Blanco Edicions. 2004. ISBN 978-84-782-4446-1.

- Saltze jostetak. Auxtin Zamora argitalpenak. 2020. ISBN 978-2-35682-908-5.